# 科拉普特縣
科拉普特縣是印度的一個縣，位於該國東部，由奧里薩邦負責管轄，面積8,379平方公里，每年平均降雨量1,522毫米，識字率為36.2%，2001年人口1,177,954，人口密度每平方公里141人。

## 外部連結
- Road Map of Koraput District
- 官方网站